# Cryptochloa capillata
Cryptochloa capillata är en gräsart som först beskrevs av Carl Bernhard von Trinius, och fick sitt nu gällande namn av Thomas Robert Soderstrom. Cryptochloa capillata ingår i släktet Cryptochloa, och familjen gräs. Inga underarter finns listade i Catalogue of Life.